# 佐多忠増
佐多 忠増（さた ただます）は、戦国時代から江戸時代前期の武将。薩摩国島津氏の家臣。敷根（現在の鹿児島県霧島市国分敷根）、百次（薩摩川内市百次町）、串良（鹿屋市串良町）の地頭を務めた。

## 生涯
天正4年（1576年）、伊東氏の高原城攻めで初陣を果たす。それからは同6年（1578年）の耳川の戦いで太刀初（島津家での「一番乗り」の意）となり、同8年（1580年）の肥後国矢崎城攻めに於いて、一日に4度の合戦が行われたが、忠増はそのうち2度の太刀初となっている上、同13年（1585年）の甲佐での戦い、翌年10月の戸次合戦（戸次川の戦いとは別）に於いても太刀初となった。
島津家が豊臣秀吉に降伏した後は、義久の降伏後の初上洛、および久保の小田原征伐出陣に供をする。その際に忍城まで軍労し、石田三成より兵糧米や酒肴などを贈られている。その後も慶長9年（1604年）に義久が国分新城へ屋敷を移す際に、陰陽博士である賀茂在信へその地へ移る善悪を問うために上洛するなど使い役も果たしている。
慶長14年（1609年）の琉球攻め、同19年（1614年）の大坂冬の陣にも出陣した。寛永18年（1641年）に死去。